# Остров (Пјештјани)
Остров (слч. Ostrov) насељено је мјесто са административним статусом сеоске општине (слч. obec) у округу Пјештјани, у Трнавском крају, Словачка Република.

## Становништво
| Година:    | 1994. | 2004.   | 2014.   | 2024.   |
| ---------- | ----- | ------- | ------- | ------- |
| Број људи: | 1165  | 1154    | 1236    | 1210    |
| Разлика:   |       | -0,94 % | +7,10 % | -2,10 % |

| Година:    | 2023. | 2024.   |
| ---------- | ----- | ------- |
| Број људи: | 1221  | 1210    |
| Разлика:   |       | -0,90 % |

Према подацима о броју становника из 2024. године насеље је имало 1210 становника.